# Nhà thờ họ Đào thôn Lưu Khê, Quảng Yên, Quảng Ninh
Nhà thờ họ Đào Bá là một di tích Lịch sử Văn hoá cấp Quốc gia, có địa chỉ tại thôn Lưu Khê, Quảng Yên, Quảng Ninh. Thủy tổ là cụ Đào Bá Lệ là một trong các Tiên Công có công đầu tiên mở đất lập làng vùng đảo Hà Nam. Thủy tổ dòng họ Đào cũng là một trong 3 tiên công được thờ ở Đình Lưu Khê.